# Kodeks Liebera
Kodeks Liebera (ang. The Lieber Code oficjalna nazwa Instructions for the government of armies of the united states in the field) – regulamin prowadzenia wojny zredagowany przez prawnika Francisa Liebera, profesora Columbia College (Nowy Jork), ogłoszony 24 kwietnia 1863 rozkazem Nr 100 Abrahama Lincolna jako naczelnego dowódcy armii Unii.
Kodeks liczy 157 artykułów. Określał pojęcia stron walczących, jeńców, dezercji, zdobyczy wojennej. Nakazywał oszczędzanie obiektów cywilnych, zwłaszcza szpitali, zabytków, obiektów sakralnych. 
Zakazywał bezzasadnych zniszczeń, stosowania trucizn bojowych oraz torturowania jeńców (art. 16 i 56). Jeńcy powinni być traktowani humanitarnie (art. 76), ucieczka z niewoli nie była traktowana jak przestępstwo (art. 77). Kodeks potępiał niewolnictwo (art. 42 i 43) cytując zdanie Ulpiana: „zgodnie z prawem natury wszyscy ludzie są równi”.
Zasady te, z pewnymi modyfikacjami, recypowała Deklaracja brukselska (1874), a następnie Konwencje haskie o prawach i obyczajach wojny (1899 i 1907).